# Юнацька збірна України з футболу (U-19)
Юнацька збірна України (U-19) з футболу — національна футбольна збірна України гравців віком до 19 років. Збирається під керівництвом Української асоціації футболу.
Головним турніром для команди є Юнацький чемпіонат Європи з футболу (U-19), успішний виступ на якому кожний парний рік дозволяє отримати путівку на Молодіжний чемпіонат світу (проводиться через рік), у якому команда бере участь вже у форматі збірної U-20. Також може брати участь у товариських і регіональних змаганнях.
Юнацька збірна України (U-19) виступає в офіційних змаганнях УЄФА з 2002, коли конфедерація підняла обмеження для вікової категорії з «до 18» до «до 19».
Найвище досягнення — чемпіон Європи 2009 року.
28 вересня 2023 року УЄФА повідомило про чергову зміну формату чемпіонат Європи починаючи з сезону 2026/27.

## Досягнення
- Юнацький чемпіонат Європи (U-19):

 Переможець: 2009
 Бронзовий призер (3): 2004, 2018, 2024

## Виступи на юнацькому чемпіонаті Європи (U-19)
Чемпіонат складається з трьох етапів: двох раундів відбору та фінальної частини, де змагаються кращі 8 команд разом з господарем, якому надається право участі без відбіркових (кваліфікаційних) етапів.
Для огляду виступу збірної у попередні роки (до 2002 року), перейдіть до статті про юнацьку збірну України з футболу (U-18).
| Юнацький чемпіонат Європи (U-19) | Юнацький чемпіонат Європи (U-19)  | Юнацький чемпіонат Європи (U-19)  | Юнацький чемпіонат Європи (U-19)  | Юнацький чемпіонат Європи (U-19)  | Юнацький чемпіонат Європи (U-19)  | Юнацький чемпіонат Європи (U-19)  | Юнацький чемпіонат Європи (U-19)  |                                   | Другий (елітний) раунд відбору    | Другий (елітний) раунд відбору    | Другий (елітний) раунд відбору    | Другий (елітний) раунд відбору    | Другий (елітний) раунд відбору    | Другий (елітний) раунд відбору |
| Рік                              | Раунд                             | Ігри                              | В                                 | Н*                                | П                                 | ЗГ                                | ПГ                                | Ігри                              | В                                 | Н*                                | П                                 | ЗГ                                | ПГ                                |                                |
| -------------------------------- | --------------------------------- | --------------------------------- | --------------------------------- | --------------------------------- | --------------------------------- | --------------------------------- | --------------------------------- | --------------------------------- | --------------------------------- | --------------------------------- | --------------------------------- | --------------------------------- | --------------------------------- | ------------------------------ |
| 2002                             | не кваліфікувалася                | не кваліфікувалася                | не кваліфікувалася                | не кваліфікувалася                | не кваліфікувалася                | не кваліфікувалася                | не кваліфікувалася                | перший відбірковий раунд          | перший відбірковий раунд          | перший відбірковий раунд          | перший відбірковий раунд          | перший відбірковий раунд          | перший відбірковий раунд          |                                |
| 2003                             | не кваліфікувалася                | не кваліфікувалася                | не кваліфікувалася                | не кваліфікувалася                | не кваліфікувалася                | не кваліфікувалася                | не кваліфікувалася                | перший відбірковий раунд          | перший відбірковий раунд          | перший відбірковий раунд          | перший відбірковий раунд          | перший відбірковий раунд          | перший відбірковий раунд          |                                |
| 2004                             | півфінал                          | 4                                 | 1                                 | 3                                 | 0                                 | 3                                 | 2                                 | 3                                 | 2                                 | 1                                 | 0                                 | 6                                 | 2                                 |                                |
| 2005                             | не кваліфікувалася                | не кваліфікувалася                | не кваліфікувалася                | не кваліфікувалася                | не кваліфікувалася                | не кваліфікувалася                | не кваліфікувалася                | 3                                 | 2                                 | 0                                 | 1                                 | 5                                 | 5                                 |                                |
| 2006                             | не кваліфікувалася                | не кваліфікувалася                | не кваліфікувалася                | не кваліфікувалася                | не кваліфікувалася                | не кваліфікувалася                | не кваліфікувалася                | 3                                 | 2                                 | 0                                 | 1                                 | 5                                 | 4                                 |                                |
| 2007                             | не кваліфікувалася                | не кваліфікувалася                | не кваліфікувалася                | не кваліфікувалася                | не кваліфікувалася                | не кваліфікувалася                | не кваліфікувалася                | перший відбірковий раунд          | перший відбірковий раунд          | перший відбірковий раунд          | перший відбірковий раунд          | перший відбірковий раунд          | перший відбірковий раунд          |                                |
| 2008                             | не кваліфікувалася                | не кваліфікувалася                | не кваліфікувалася                | не кваліфікувалася                | не кваліфікувалася                | не кваліфікувалася                | не кваліфікувалася                | 3                                 | 2                                 | 0                                 | 1                                 | 5                                 | 3                                 |                                |
| 2009                             | переможець                        | 5                                 | 3                                 | 2                                 | 0                                 | 8                                 | 3                                 | кваліфікувалася як господар       | кваліфікувалася як господар       | кваліфікувалася як господар       | кваліфікувалася як господар       | кваліфікувалася як господар       | кваліфікувалася як господар       |                                |
| 2010                             | не кваліфікувалася                | не кваліфікувалася                | не кваліфікувалася                | не кваліфікувалася                | не кваліфікувалася                | не кваліфікувалася                | не кваліфікувалася                | 3                                 | 1                                 | 1                                 | 1                                 | 5                                 | 3                                 |                                |
| 2011                             | не кваліфікувалася                | не кваліфікувалася                | не кваліфікувалася                | не кваліфікувалася                | не кваліфікувалася                | не кваліфікувалася                | не кваліфікувалася                | 3                                 | 0                                 | 2                                 | 1                                 | 1                                 | 2                                 |                                |
| 2012                             | не кваліфікувалася                | не кваліфікувалася                | не кваліфікувалася                | не кваліфікувалася                | не кваліфікувалася                | не кваліфікувалася                | не кваліфікувалася                | 3                                 | 2                                 | 0                                 | 1                                 | 5                                 | 3                                 |                                |
| 2013                             | не кваліфікувалася                | не кваліфікувалася                | не кваліфікувалася                | не кваліфікувалася                | не кваліфікувалася                | не кваліфікувалася                | не кваліфікувалася                | 3                                 | 1                                 | 0                                 | 2                                 | 2                                 | 4                                 |                                |
| 2014                             | груповий етап                     | 3                                 | 1                                 | 1                                 | 1                                 | 2                                 | 3                                 | 3                                 | 2                                 | 1                                 | 0                                 | 5                                 | 0                                 |                                |
| 2015                             | груповий етап                     | 3                                 | 0                                 | 1                                 | 2                                 | 3                                 | 7                                 | 3                                 | 2                                 | 1                                 | 0                                 | 7                                 | 3                                 |                                |
| 2016                             | не кваліфікувалася                | не кваліфікувалася                | не кваліфікувалася                | не кваліфікувалася                | не кваліфікувалася                | не кваліфікувалася                | не кваліфікувалася                | 3                                 | 1                                 | 1                                 | 1                                 | 4                                 | 3                                 |                                |
| 2017                             | не кваліфікувалася                | не кваліфікувалася                | не кваліфікувалася                | не кваліфікувалася                | не кваліфікувалася                | не кваліфікувалася                | не кваліфікувалася                | 3                                 | 1                                 | 0                                 | 2                                 | 3                                 | 4                                 |                                |
| 2018                             | півфінал                          | 4                                 | 2                                 | 1                                 | 1                                 | 4                                 | 7                                 | 3                                 | 2                                 | 1                                 | 0                                 | 4                                 | 2                                 |                                |
| 2019                             | не кваліфікувалася                | не кваліфікувалася                | не кваліфікувалася                | не кваліфікувалася                | не кваліфікувалася                | не кваліфікувалася                | не кваліфікувалася                | 3                                 | 1                                 | 1                                 | 1                                 | 8                                 | 7                                 |                                |
| 2020                             | скасовано через пандемію COVID-19 | скасовано через пандемію COVID-19 | скасовано через пандемію COVID-19 | скасовано через пандемію COVID-19 | скасовано через пандемію COVID-19 | скасовано через пандемію COVID-19 | скасовано через пандемію COVID-19 | скасовано через пандемію COVID-19 | скасовано через пандемію COVID-19 | скасовано через пандемію COVID-19 | скасовано через пандемію COVID-19 | скасовано через пандемію COVID-19 | скасовано через пандемію COVID-19 |                                |
| 2021                             | скасовано через пандемію COVID-19 | скасовано через пандемію COVID-19 | скасовано через пандемію COVID-19 | скасовано через пандемію COVID-19 | скасовано через пандемію COVID-19 | скасовано через пандемію COVID-19 | скасовано через пандемію COVID-19 | скасовано через пандемію COVID-19 | скасовано через пандемію COVID-19 | скасовано через пандемію COVID-19 | скасовано через пандемію COVID-19 | скасовано через пандемію COVID-19 | скасовано через пандемію COVID-19 |                                |
| 2022                             | не кваліфікувалася                | не кваліфікувалася                | не кваліфікувалася                | не кваліфікувалася                | не кваліфікувалася                | не кваліфікувалася                | не кваліфікувалася                | 3                                 | 2                                 | 1                                 | 0                                 | 6                                 | 4                                 |                                |
| 2023                             | не кваліфікувалася                | не кваліфікувалася                | не кваліфікувалася                | не кваліфікувалася                | не кваліфікувалася                | не кваліфікувалася                | не кваліфікувалася                | 3                                 | 0                                 | 0                                 | 3                                 | 2                                 | 8                                 |                                |
| 2024                             | півфінал                          | 4                                 | 1                                 | 2                                 | 1                                 | 3                                 | 3                                 | 3                                 | 3                                 | 0                                 | 0                                 | 8                                 | 0                                 |                                |
| 2025                             | не кваліфікувалася                | не кваліфікувалася                | не кваліфікувалася                | не кваліфікувалася                | не кваліфікувалася                | не кваліфікувалася                | не кваліфікувалася                | перший відбірковий раунд          | перший відбірковий раунд          | перший відбірковий раунд          | перший відбірковий раунд          | перший відбірковий раунд          | перший відбірковий раунд          |                                |
| 2026                             |                                   |                                   |                                   |                                   |                                   |                                   |                                   |                                   |                                   |                                   |                                   |                                   |                                   |                                |
| 2027                             |                                   |                                   |                                   |                                   |                                   |                                   |                                   |                                   |                                   |                                   |                                   |                                   |                                   |                                |
| Усього                           | 6/22                              | 23                                | 8                                 | 10                                | 5                                 | 23                                | 25                                | 51                                | 26                                | 10                                | 15                                | 81                                | 57                                |                                |

Примітки: не програвши жодної гри у 2022 році, Україна поступилася Сербії за додатковими показниками (дисциплінарними).

## Матчі

### Матчі на чемпіонаті Європи 2024
| 15 липня 2024 21:00 Чемпіонат Європи 2024 |

| Північна Ірландія | 0:0      | Україна |
| ----------------- | -------- | ------- |
|                   | Протокол |         |

| Інвер Парк, Ларн (Північна Ірландія) |

| 18 липня 2024 17:30 Чемпіонат Європи 2024 |

| Норвегія | 0:0      | Україна |
| -------- | -------- | ------- |
|          | Протокол |         |

| Сів'ю, Белфаст (Північна Ірландія) |

| 21 липня 2024 21:00 Чемпіонат Європи 2024 |

| Україна                                                             | 3:2      | Італія                             |
| ------------------------------------------------------------------- | -------- | ---------------------------------- |
| Геннадій Синчук 7' Данило Кревсун 54' Матвій Пономаренко 75' (пен.) | Протокол | Томмасо Ебоне 34' Марко Романо 52' |

| Інвер Парк, Ларн (Північна Ірландія) |

| 25 липня 2024 21:00 Чемпіонат Європи 2024 |

| Франція               | 1:0      | Україна |
| --------------------- | -------- | ------- |
| Валентін Атангана 61' | Протокол |         |

| Віндзор Парк, Белфаст (Північна Ірландія) |

## Тренерський штаб
| Посада                     | Ім'я              |
| -------------------------- | ----------------- |
| Головний тренер            | Дмитро Михайленко |
| Помічник головного тренера | Іван Трубочкін    |
| Тренер воротарів           | Володимир Тименко |
| Тренер із фізпідготовки    | Антон Дяченко     |
| Тренер із техніки          | Андрій Ханас      |

## Поточний склад
Заявка збірної на юнацький чемпіонат Європи 2024, який відбувся в липні 2024 року.
Мали право виступати футболісти, народжені не раніше 1 січня 2005 року.
Кількість ігор і голів за збірну наведені станом на 25 липня 2024 року після матчу 1/2 фіналу проти Франції.
| №  | Поз. | Гравець                      | Дата народження (вік)        | Ігри | Голи | Клуб                     |
| -- | ---- | ---------------------------- | ---------------------------- | ---- | ---- | ------------------------ |
| 12 | ВР   | Владислав Крапивцов          | 25 червня 2005 (19 років)    | 7    | −3   | «Дніпро-1» (Дніпро)      |
| 1  | ВР   | Маркіан Бакус                | 20 січня 2006 (19 років)     | 0    | −0   | «Рух» (Львів)            |
|    |      |                              |                              |      |      |                          |
| 14 | ЗХ   | Тарас Михавко                | 30 травня 2005 (20 років)    | 12   | 2    | «Динамо» (Київ)          |
| 20 | ЗХ   | Олексій Гусєв                | 16 березня 2005 (20 років)   | 11   | 0    | «Динамо» (Київ)          |
| 21 | ЗХ   | Максим Мельниченко (капітан) | 12 лютого 2005 (20 років)    | 10   | 0    | «Карпати» (Львів)        |
| 5  | ЗХ   | Микола Огарков               | 18 лютого 2005 (20 років)    | 8    | 0    | «Шахтар» (Донецьк)       |
| 3  | ЗХ   | Іван Єрмачков                | 8 червня 2005 (20 років)     | 6    | 1    | «Вердер» (Бремен)        |
| 2  | ЗХ   | Антон Дрозд                  | 6 серпня 2005 (19 років)     | 3    | 0    | «Шахтар» (Донецьк)       |
| 4  | ЗХ   | Кирило Дігтярь               | 25 листопада 2007 (17 років) | 1    | 0    | «Металіст» (Харків)      |
|    |      |                              |                              |      |      |                          |
| 8  | ПЗ   | Данііл Ващенко               | 2 жовтня 2005 (19 років)     | 12   | 0    | «Олександрія»            |
| 15 | ПЗ   | Тімур Тутєров                | 11 червня 2005 (19 років)    | 10   | 2    | «Сандерленд»             |
| 17 | ПЗ   | Рамік Гаджиєв                | 14 серпня 2005 (19 років)    | 7    | 0    | «Дніпро-1» (Дніпро)      |
| 11 | ПЗ   | Данило Кревсун               | 21 квітня 2005 (20 років)    | 6    | 2    | «Боруссія» (Дортмунд)    |
| 18 | ПЗ   | Геннадій Синчук              | 10 липня 2006 (18 років)     | 6    | 2    | «Металіст» (Харків)      |
| 10 | ПЗ   | Андрій Маткевич              | 11 січня 2005 (20 років)     | 6    | 0    | «Динамо» (Київ)          |
| 22 | ПЗ   | Віктор Цуканов               | 4 лютого 2006 (19 років)     | 6    | 0    | «Шахтар» (Донецьк)       |
| 7  | ПЗ   | Крістіан Шевченко            | 10 листопада 2006 (18 років) | 5    | 0    | «Вотфорд»                |
| 6  | ПЗ   | Самуель Обінайя              | 28 серпня 2005 (19 років)    | 3    | 0    | «Металіст 1925» (Харків) |
|    |      |                              |                              |      |      |                          |
| 9  | НП   | Матвій Пономаренко           | 11 січня 2006 (19 років)     | 10   | 9    | «Динамо» (Київ)          |
| 19 | НП   | Дмитро Богданов              | 6 березня 2007 (18 років)    | 3    | 0    | «Динамо» (Дрезден)       |

## Головні тренери
- 2001–2002 Олександр Рябоконь
- 2002–2002 Павло Яковенко
- 2003–2006 Юрій Калитвинцев
- 2009–2009 Юрій Калитвинцев (2)
- 2010–2012 Олег Кузнецов
- 2012–2013 Юрій Мороз
- 2012–2016 Олександр Головко
- 2015–2016 Олег Кузнецов (2)
- 2016–2017 Володимир Циткін
- 2017      Володимир Єзерський
- 2017–2018 Олександр Петраков
- 2019      Сергій Нагорняк
- 2021–2022 Володимир Єзерський (2)
- 2022–2023 Сергій Нагорняк (2)
- 2023–2024 Олег Кузнецов (3)
- з 2024    Дмитро Михайленко